# Kryptophanaron
Kryptophanaron is een geslacht van straalvinnige vissen uit de familie van lantaarnvissen (Anomalopidae).

## Soort
- Kryptophanaron alfredi Silvester & Fowler, 1926